# Polydore Plasden
Polydore Plasden (Londra, 1563 – Londra, 10 dicembre 1591) è stato un presbitero inglese; martirizzato sotto Elisabetta I, è venerato come santo della Chiesa cattolica e ricordato come uno dei santi quaranta martiri di Inghilterra e Galles.

## Biografia
Polydore Plasden nacque nel 1563 a Londra nella zona di Ludgate Circus. Il padre era un artigiano: costruiva strumenti musicali (in particolare, corni e trombe). Fu seminarista a Reims al Collegio inglese. La famiglia poté permettersi di inviarlo a Roma (25 aprile 1585), dove proseguì gli studi al Collegio inglese dell'Urbe. Fu ordinato sacerdote il 7 dicembre 1586 nella Basilica di San Giovanni in Laterano, la cattedrale di Roma. Trascorse il primo anno di sacerdozio nel Collegio inglese, dove fu tra i firmatari della richiesta di mantenere i Gesuiti come superiori del Collegio Inglese. Nel 1588 decise di partire missionario per l'Inghilterra. Fece un breve soggiorno a Reims (aprile-settembre 1588) e poi s'imbarcò. Ma poco tempo dopo fu fatto tornare a Reims perché c'era il fondato rischio che venisse scoperto. 
Il 9 aprile 1590 Plasden ripartì per l'Inghilterra in compagnia di confratello Edmund Gennings (si erano conosciuti in seminario a Reims). Sbarcati sulle coste dello Yorkshire del nord, si separarono per motivi di sicurezza. Plasden viaggiò per giorni in direzione della capitale. Giunto a Londra, iniziò il suo servizio missionario, che svolse in città e nel Sussex.
Un giorno di novembre del 1591 Plasden incontrò casualmente Gennings, che era venuto a Londra per cercare il fratello John. Si accordarono per celebrare Messa nella casa di Swithun Wells, un gentiluomo cattolico che abitava a Grays Inn Fields. Il 7 novembre furono scoperti dal cacciatore di sacerdoti Richard Topcliffe, che arrestò sia i sacerdoti che i fedeli laici.
Insieme ad Eustace White e Gennings, Polydore Plasden fu processato il 4 dicembre nel tribunale di Westminster Hall, alla presenza del vescovo anglicano di Londra. I giudici, cui era già stato preparato il verdetto da pronunciare, lo ritennero colpevole di essere entrato illegalmente nel Paese e lo condannarono a morte per impiccagione con sventramento e squartamento. Fu chiesto ai condannati se avessero qualcosa da dire. Plasden parlò per tutti:
La sentenza fu eseguita il 10 dicembre a Tyburn (Gennings e Wells invece furono giustiziati davanti alla casa di quest'ultimo). Sul patibolo Plasden pregò per la regina Elisabetta e per tutto il regno. Affermò che avrebbe fatto tutto quello in suo potere per proteggerla, ma che non avrebbe mai rinunciato alla sua fede nella Chiesa cattolica. All'esecuzione era presente il poeta ed esploratore Walter Raleigh, protestante convinto. Persuaso dell'innocenza del sacerdote, chiese che la sua agonia fosse abbreviata. La sua richiesta fu accolta: Plasden fu lasciato morire sulla forca prima che venisse sviscerato e poi squartato.

## Culto
Polydore Plasden fu beatificato da Pio XI il 15 dicembre 1929 e fu canonizzato da Paolo VI il 25 ottobre 1970 insieme ad altri 39 martiri inglesi e gallesi.